# Corbeni (gmina)
Corbeni – gmina w Rumunii, w okręgu Ardżesz. Obejmuje miejscowości Berindești, Bucșenești, Corbeni, Oeștii Pământeni, Oeștii Ungureni, Poienari, Rotunda i Turburea. W 2011 roku liczyła 5384 mieszkańców.